# آشوريا (مقاطعة رومانية)
آشوريا أو آشور (باللاتينية: Assyria) كان اسمًا لإحدى المقاطعات الإمبراطورية الرومانية في بلاد الرافدين وفارس، ظهرت لفترة قصيرة أثناء حكم الإمبراطور تراجان بين عاميّ 116 و118 م. لقد كانت مقاطعة آشوريا إحدى ثلاث مقاطعات رومانيّة استحدثها تراجان بعد غزوه للإمبراطورية البارثية في الشرق عام 116، إلى جانب مقاطعة ميزوبوتاميا ومقاطعة أرمينيا.

## التاريخ
بالرغم من نجاح الحملة العسكرية الرومانية التي قام بها الإمبراطور تراجان بضم مناطق شاسعة، بما فيها آشوريا، إلا أن الحكم الروماني واجه فيها العديد من الصعاب، كان أهمها ثورة قام بها أميرٌ بارثيٌ يُدعى سانتروسيس، وبدعم شعبي من الآشوريين، أدت في النهاية إلى مقتل الجنرال الروماني في المقاطعة، وعدم قدرة الرومان على ضبط تلك الثورة، خاصةً بعد وفاة الإمبراطور تراجان عام 117م، وتوليّ خلفه هادريان مقاليد الحكم.
تبنّى هادريان سياسة مختلفة عن سابقه، حيث رأى أن الإمبراطورية الرمانية بضمها للمقاطعات الثلاث، قد امتدت كثيرًا، وصار من الصعب حكم كل تلك المساحات الشاسعة، فانسحب منها في 118م.